# 셔독
셔독(Sherdog)은 미국의 종합격투기 웹사이트이다. 크레이브 온라인 네트워크의 멤버이다. 종합 격투기에 대한 대규모 데이터베이스를 구축하고 있다.

## 같이 보기
- ESPN